# جريدة السفور
جريدة السفور مجلة أدبية مصرية أسبوعية نُشرت في الفترة ما بين 21 مايو 1915 و22 أكتوبر 1922، مع بعض الأعداد القليلة غير المنتظمة حتى عام 1925.
أسس الجريدة مجموعة من الكتاب هم: محمد حسين هيكل، زمصطفى عبد الرازق، ومنصور فهمي، وطه حسين، وعبد الحميد حمدي الذي شغل منصب رئيس التحرير. 

## اسم الجريدة
تعني كلمة سفور الكشف، وهو عكس الحجاب. أوضح المحرر عبد الحميد حمدي في النص التمهيدي للعدد الأول من المجلة اختيار اسم المجلة قائلًا:
"للسفور معنى أشمل مما يتبادر إليه الذهن عند سماع هذه الكلمة التي جرت بها أقلام الباحثين في مسألة المرأة المصرية. ليست المرأة وحدها هي المحجبة في مصر، ولكنها محجبة نزعاتنا وفضائلنا وكفاءاتنا ومعارفنا وأمانينا. وكل شيء يبدو على غير حقيقته. فنحن أمة محجبة بحقيقتها. بادية منها ظواهر كاذبة."

## تاريخ
عندما دخلت الإمبراطورية العثمانية الحرب العالمية الأولى، سنت بريطانيا بقيادة ضابط الجيش البريطاني جون ماكسويل قانونًا في 2 نوفمبر 1914 أخضع الصحافة المصرية للرقابة. أدى هذا إلى ندرة الصحافة العربية وتسبب في توقف العديد من الصحف عن الصدور. ومن بين الدوريات التي تأثرت صحيفة الجريدة التي يصدرها أحمد لطفي السيد. عندما دفعت الظروف أحمد لطفي السيد إلى وقف إصدار الجريدة، جاول بعض الكتاب بالجريدة من أمثال عبد الحميد حمدي، ومصطفى عبد الرازق، ومحمد حسين هيكل، ومنصور فهمي، وطه حسين المقاومة. حاولت المجموعة شراء حقوق مجلة البيان من عبد الرحمن البرقوقي لكن فشلت المفاوضات. وبدلاً من ذلك، أنشأ الكتاب جريدة السفور ونشروا تحت قيادة عبد الحميد حمدي كرئيس للتحرير، والذي تولى أيضًا المسؤولية المالية للجريدة.
نُشرت الطبعة الأولى في 21 مايو 1915 في ثماني صفحات. نُشرت طبعتها رقم 307 في 22 أكتوبر 1922، وبعد ذلك نُشرت بشكل غير منتظم في عام 1923. توقف الجريدة رسميًا عن العمل حيث تم إلغاء ترخيصها لمدة عام ونصف تقريبًا بعد نشر محتوى يُعتقد أنه تجاوز حدوده الاجتماعية الأدبية إلى شيء سياسي. نشرت عدة طبعات في عام 1925 قبل أن تختفي إلى الأبد.
نشر محمد تيمور قصص قصيرة في مجلة السفور منذ عام 1917. وقد حصل على حقوق نشرها عليها فيما بعد أعضاء المدرسة الحديثة مقابل 50 جنيهًا مصريًا، وقام بتحريرها أحمد خيري سعيد، وكان بمثابة مقدمة لإنشاء مجلة الفجر (1925-1927).
أصدرت الهيئة العامة لدار الكتب والوثائق القومية المصرية أعداد جريدة السفور وعرضتها في مجلدات.

## الأقسام
نُظمت طبعات السفور في الأقسام التالية:
- الافتتاحية.
- باب الاجتماع.
- باب النقد.
- باب الأدب.
- باب فكاهات.
- باب القصص.